# Ichneumon alpha
Ichneumon alpha là một loài tò vò trong họ Ichneumonidae.